# Christopher Lambert
Christophe Guy Dénis Lambert (ur. 29 marca 1957 w Great Neck) – francuski aktor, scenarzysta, producent filmowy i pisarz urodzony w Stanach Zjednoczonych, makler papierów wartościowych; posiada dwa obywatelstwa i paszporty: USA i Francji.

## Życiorys

### Wczesne lata
Urodził się i przez pierwsze dwa lata dorastał w Great Neck, w hrabstwie Nassau, w stanie Nowy Jork jako syn francuskich dyplomatów, Yolande (z domu de Caritat de Peruzzis) i Georges’a Lazare’a Maurice’a Lamberta-Lamonda. Jego matka była psychiatrą, a jego ojciec pracował jako ekspert finansowy, zatrudniony w Organizacji Narodów Zjednoczonych. W 1959 wraz z rodziną przeniósł się do Genewy w Szwajcarii, gdzie spędził dzieciństwo i ukończył prestiżową prywatną szkołę z internatem. Mając dwanaście lat występował w teatrze szkolnym. W wieku szesnastu lat rozpoczął edukację na Londyńskiej Giełdzie Papierów Wartościowych, lecz po około sześciu miesiącach wyjechał do Paryża, aby pomóc przyjacielowi prowadzić sklep. Następnie odbył służbę wojskową i został przyjęty jako student dwuletniego wydziału teatralnego do Konserwatorium Paryskiego (Conservatoire de Paris).

### Kariera
Debiutował na kinowym ekranie w komedii Do widzenia, młode chłopaki (Ciao, les mecs, 1979) u boku Charles’a Aznavoura. Później pojawił się w dramacie sensacyjnym Bar z telefonem (Le Bar du téléphone, 1980) z udziałem Richarda Anconiny, obrazie Asfalt (Asphalte, 1981) jako lekarz, dreszczowcu Brudna sprawa (Une sale affaire, 1981), melodramacie Dziwka z historii o miłości (Putain d’histoire d’amour, 1981) w roli inspektora policji, filmie kryminalnym Legalna przemoc (Légitime violence, 1982) jako jockey u boku Thierry’ego Lhermitte oraz w dramacie Słowa i muzyka (Paroles et Musique, 1985) z Catherine Deneuve.
Jego pierwszym hollywoodzkim filmem był dramat przygodowy Hugh Hudsona Greystoke: Legenda Tarzana, władcy małp (Greystoke: The Legend of Tarzan, Lord of the Apes, 1984), gdzie zagrał arystokratę Johna Claytona, wychowanego w dżungli i wśród małp jako Tarzan, który powraca do Anglii, aby zmierzyć się ze swoim przeznaczeniem. Film był nominowany do trzech Oscarów i stał się przełomem w karierze Lamberta. Był na okładkach magazynów takich jak „Vogue Hommes” (w październiku 1984), „GQ” (w grudniu 1984), „TéléStar” (w kwietniu 1987), „Ekran” (w maju 1987), „Ciné Télé Revue” (w październiku 1987), „Elle” (w październiku 1987), „Film” (w marcu 1991), „Max” (w lipcu 1993), „Paris Match” (w lutym 1989, w grudniu 1995), „Gala” (w czerwcu 2010). W melodramacie kryminalnym Luca Bessona Metro (Subway, 1985) z Isabelle Adjani i Jeanem Reno zagrał ekscentrycznego Freda, mieszkańca podziemi paryskiego metra, zakochanego w okradzionej przez siebie kobiecie. Lambert za tę kreację został uhonorowany nagrodą Cezara dla najlepszego aktora roku.
Największą międzynarodową popularność przyniosła mu rola Connora MacLeoda, melancholijnego szkockiego górala, który ginie w czasie bitwy i odkrywa wtedy, że jest nieśmiertelny w filmie fantasy Russella Mulcahy’ego Nieśmiertelny (Highlander, 1986). Wystąpił w teledysku zespołu Queen „Princes of the Universe” (1986), prezentując szermierkę z Freddiem Mercurym. Wkrótce powstały sequele Nieśmiertelny 2: Nowe życie (Highlander II: The Quickening, 1991), Nieśmiertelny III: Czarnoksiężnik (Highlander III: The Sorcerer, 1994) i Nieśmiertelny IV: Ostatnia rozgrywka (Highlander: Endgame, 2000).
W ekranizacji powieści Maria Puzo Sycylijczyk (The Sicilian, 1987) w reżyserii Michaela Cimino wcielił się w rolę niepokornego bandyty Salvatore Giuliano, który w latach 40. próbował oderwać Sycylię od Włoch, walczył z mafią, kościołem i rządem. Miał swoją podobiznę kukiełkę we francuskim programie Les Guignols de l’info (1988). W dramacie Agnieszki Holland Zabić księdza (To Kill a Priest, 1988) na podstawie wydarzeń związanych z zabójstwem księdza Jerzego Popiełuszki, zagrał młodego księdza Alka, którego silne powołanie i zaangażowanie w działalność „Solidarności” wzbudza niepokój polskich komunistów, a oficer SB (Ed Harris) go inwigiluje. Miał pojawić się w reżyserowanym przez Davida Leana Nostromo w 1991, zanim Lean zmarł, a produkcja została wstrzymana. Był producentem filmowym francuskiej komedii Nie ma jak rozwód (Świetnie, moi rodzice się rozwodzą/Génial, mes parents divorcent!, 1991), dreszczowca Mordercza rozgrywka (Knight Moves, 1992), komedii Dziewięć miesięcy (Neuf mois, 1994), francuskiego pierwowzoru późniejszego hitu komediowego z Hugh Grantem Dziewięć miesięcy (1995), oraz dramatu kryminalnego Russella Mulcahy’ego Odkupienie (Resurrection, 1999).
W dreszczowcu Stuarta Gordona Forteca (Fortress, 1992) jako John Henry Brennick za złamanie zakazu posiadania więcej niż jednego dziecka trafił do futurystycznego więzienia. W filmie sensacyjnym fantasy Paula W.S. Andersona Mortal Kombat (1995) opartym na grze komputerowej wystąpił jako Raiden. Był wymieniony z imienia w piosence Vincenta Delerma „Cosmopolitan” (2002). W dreszczowcu Sophie Marceau Kobieta z Deauville (2007) zagrał postać detektywa Jacques’a Renarda, którego o pomoc prosi tajemnicza kobieta do złudzenia przypominająca nieżyjącą aktorkę. Po udziale w polskim dreszczowcu Kierowca (Limousine, 2008), jako André Vial, były mąż Marii (Isabelle Huppert), która odmawia opuszczenia swojej plantacji kawy w obliczu rewolucji i naraża swoją rodzinę na niebezpieczeństwo w dramacie Claire Denis Biała Afryka (White Material, 2009) zdobył uznanie krytyków. W serialu niemieckim ZDF Tajemnica waleni (Das Geheimnis der Wale, 2010) został obsadzony w roli lokalnego ekologa Chrisa Cassela
W komediodramacie muzycznym Joela i Ethana Coenów Ave, Cezar! (2016) wystąpił w roli Arne’a Slessuma, groteskowego reżysera filmowego, romansującego z aktorką. W rosyjsko-portugalskim miniserialu Pierwyj kanał Mata Hari (2017) pojawił się jako Gustaw Kramer u boku Johna Corbetta i Gérarda Depardieu. W rosyjsko-litewsko-niemiecko-polskiej produkcji wojennej Konstantina Chabienskiego Sobibór (Собибор, 2018) zagrał komendanta niemieckiego obozu zagłady w Sobiborze Karla Frenzela. W 2022 roku wystąpił we włoskim thrillerze To nie koniec u boku Weroniki Rosati.
W 2011 napisał swoją pierwszą książkę La fille porte-bonheur.

## Życie prywatne
W 1984 związał się z aktorką Diane Lane, z którą się zawarł związek małżeński w październiku 1988. Mają córkę Eleanor Jasmine (ur. 5 września 1993). Razem zagrali w dramacie fantasy Bezcenna piękność (Love Dream, 1988) i dreszczowcu Mordercza rozgrywka (Knight Moves, 1992). Jednak w marcu 1994 doszło do rozwodu. Romansował z księżniczką Stefanią (1986-87) i Albą Parietti (1996). 6 lutego 1999 poślubił Jaimyse Haft, lecz w 2006 rozwiódł się. Od 2007 był związany z Sophie Marceau, lecz 11 lipca 2014 doszło do separacji.
Został właścicielem winnicy produkującej markę wina Les Garrigues de Beaumard-Lambert oraz właścicielem restauracji „Gitana” w Buenos Aires (Argentyna).

## Filmografia

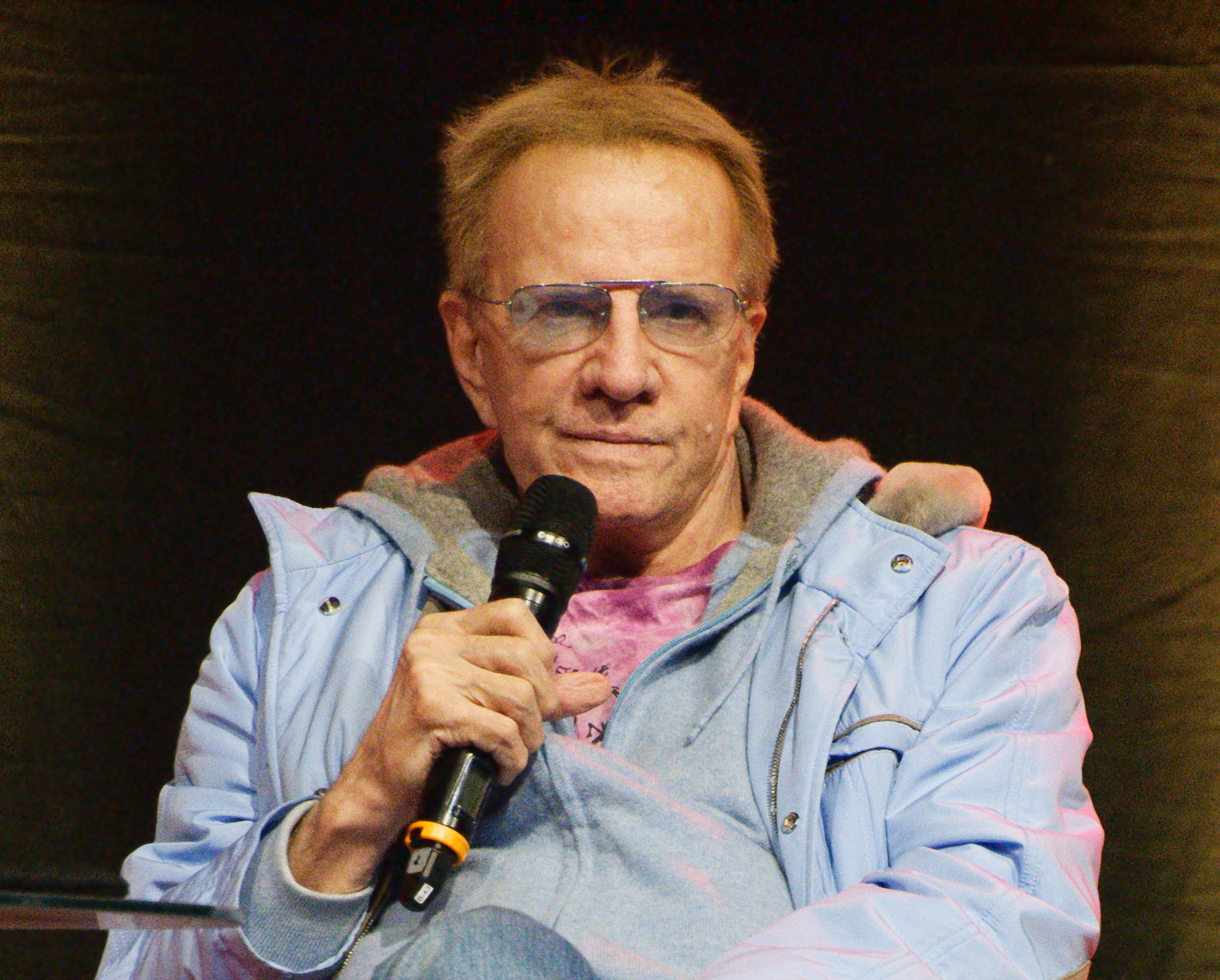
Christopher Lambert (2023)

### Obsada
- 1979: Ciao, les mecs jako Bit part
- 1980: Le Bar du téléphone
- 1981: Putain d’histoire d’amour
- 1981: Douchka
- 1981: Asphalte jako lekarz
- 1981: Une sale affaire jako Mullard
- 1982: La Dame de coeur
- 1982: Légitime violence jako Jockey
- 1984: Słowa i muzyka (Paroles et musique) jako Jeremy
- 1984: Greystoke: Legenda Tarzana, władcy małp (Greystoke: The Legend of Tarzan, Lord of the Apes) jako Tarzan
- 1985: Metro (Subway) jako Fred
- 1986: Kocham cię (I Love You) jako Michel
- 1986: Nieśmiertelny (Highlander) jako Connor MacLeod
- 1987: Sycylijczyk (The Sicilian) jako Salvatore Giuliano
- 1988: Zabić księdza (To Kill a Priest) jako ksiądz Alek
- 1989: Bezcenna piękność (Love Dream) jako Monroe
- 1990: Dlaczego ja? (Why Me?) jako Gus Cardinale
- 1991: Nieśmiertelny 2: Nowe życie (Highlander II: The Quickening) jako Connor MacLeod
- 1992: Mordercza rozgrywka (Knight Moves) jako Peter Sanderson
- 1992: Max i Jeremie (Max & Jeremie) jako Jeremie Kolachowsky
- 1992: Forteca (Fortress) jako John Brennick
- 1993: Strzelając śmiechem (Loaded Weapon 1) jako człowiek z telefonem w samochodzie
- 1994: Nieśmiertelny III: Czarnoksiężnik (Highlander III: The Sorcerer) jako Connor MacLeod
- 1994: Gunmen jako Dani Servigo
- 1994: Droga śmierci (The Road Killers) jako Jack
- 1995: Mortal Kombat jako Raiden
- 1995: W potrzasku (The Hunted) jako Paul Racine
- 1996: Adrenalina (Adrenalin: Fear the Rush) jako Fear the Rush
- 1996: Herkules i Sherlock (Hercule et Sherlock) jako Ramzes
- 1996: Tashunga - Gwiazda Północy (Tashunga) jako Hudson Saanteek
- 1997: Nirvana jako Jimi Dini
- 1997: Arlette jako Frank Martin
- 1997: Ostra broń (Mean Guns) jako Lou
- 1999: Operacja Splitsville (Operation Splitsville)
- 1999: Gideon jako Gideon Dobbs
- 1999: Forteca 2 (Fortress 2) jako John Brennick
- 1999: Odkupienie (Resurrection) jako John Prudhomme
- 1999: Beowulf - pogromca ciemności (Beowulf) jako Beowulf
- 2000: Nieśmiertelny IV: Ostatnia rozgrywka (Highlander: Endgame) jako Connor MacLeod
- 2001: Druidzi (Vercingétorix) jako Vercingetorix
- 2001: Aparté
- 2001: As wywiadu (The Point Men) jako Tony Eckhardt
- 2002: Zawód morderca (The Piano Player) jako Alex
- 2003: Absolon jako Norman Scott
- 2003: Janis et John jako Léon
- 2004: Highlander 2': Seduced by Argentina
- 2004: Jak dwie krople wody (À ton image) jako Thomas
- 2005: Dalida jako Richard Chanfray
- 2006: Alpha Numeric
- 2006: Day of Wrath jako Ruy De Mendoza
- 2007: Metamorphosis jako Constantine Thurzo
- 2012: Ghost Rider 2 jako Methodius
- 2012: Agenci NCIS: Los Angeles: Chameleon / DeGramont (dwa odcinki)
- 2016: Ave, Cezar! jako Arne Slessum
- 2018: Sobibór jako Karl Frenzel
- 2018: Kickboxer: Odwet jako Thomas Moore
- 2019: Dni mojej chwały jako Bertrand Palatine
- 2022: To nie koniec jako Frank

### producent filmowy
- 1991: Génial, mes parents divorcent!
- 1992: Mordercza rozgrywka (Knight Moves)
- 1994: Dziewięć miesięcy (Neuf mois)
- 1994: Dead Beat
- 1995: Pamiętaj, że umrzesz (N'oublie pas que tu vas mourir)
- 1996: Kiedy nadejdzie sobota (When Saturday Comes)
- 1997: J'irai au paradis car l'enfer est ici
- 1999: Odkupienie (Resurrection)
- 1999: Gideon
- 1999: Operacja Splitsville (Operation Splitsville)